# Alice Ceresa
Alice Ceresa (* 25. Januar 1923 in Basel; † 22. Dezember 2001 in Rom) aus Cama GR, war eine schweizerisch-italienische Autorin.

## Leben
Aufgewachsen im schweizerischen Tessin, siedelte sie 1950 nach Rom über. 
Dort lebte und arbeitete sie bis zu ihrem Tod 2001 als Übersetzerin, Journalistin und Schriftstellerin, unter anderem als Redaktorin für die Zeitschrift »Tempo presente« sowie als Übersetzerin und Lektorin für den Verlag »Longanesi«. 
Ceresa stand  der literarischen Avantgarde ebenso nahe wie der frühen feministischen Bewegung Italiens und Frankreichs. 
Ihr radikales Schreiben hinterfragt die sprachlichen und politischen Hegemonien eines exklusiven gesellschaftlichen »Wir«, zielt auf die sprachliche Darstellung dessen, was nicht gesagt werden kann. Für das Schweizer Radio arbeitete sie zudem regelmäßig an Beiträgen rund um die Themen weibliche Ungleichheit, Familie und Feminismus, die unter anderem in die Erzählung »Der Tod des Vaters« und das posthum erschienene »Kleine Wörterbuch der weiblichen Ungleichheit« mündeten.
Ihr Erstling »Die verlorene Tochter« gewann direkt nach Erscheinen 1967 den renommierten Premio Viareggio. Ceresa arbeitete  ausserdem als Übersetzerin der Werke von Gerold Späth und Elias Canetti und bearbeitete unterschiedliche Texte in deutscher, französischer und englischer Sprache.
Sie hinterlässt zudem mehrere unvollendete Werke.
Ihr Nachlass befindet sich im Schweizerischen Literaturarchiv in Bern.

## Übersetzungen und Rezeption
Publizierte und unpublizierte Werke Ceresas erscheinen seit 2024 im Diaphanes Verlag (Zürich/Berlin) erstmals auch auf Deutsch. 

## Romane und Erzählungen
- La figlia prodiga. (Die verlorene Tochter), Giulio Einaudi Editore (La ricerca letteraria, n. 1), Turin 1967r).
- Die verlorene Tochter. übersetzt von Marie Glassl, Diaphanes, Zürich/Berlin, 2025, ISBN 978-3-0358-0783-7[1]
- La morte del padre. In: «Nuovi Argomenti», n. 62, aprile-maggio 1979, S. 69–90.
- Der Tod des Vaters. übersetzt und mit einem Nachwort von Marie Glassl, Diaphanes, Zürich/Berlin, 2025.ISBN 978-3-0358-0692-2[2]
- Bambine. (Bambine – Geschichte einer Kindheit), Einaudi ("Nuovi coralli" n. 423), Turin 1990.
- Gli altri. In: «Svizzera italiana», n. 17–20, Lugano, 1943.
- La figlia prodiga e altre storie. La Tartaruga, Mailand 2004, ISBN 978-88-7738-418-8.
- Piccolo dizionario dell’inuguaglianza femminile. Postfazione di Jacqueline Bisset, Nottetempo, Roma, 2007, ISBN 978-88-7452-107-4.
- Kleines Wörterbuch der weiblichen Ungleichheit. übersetzt von Sabine Schulz, Herausgegeben von Marie Glassl, Diaphanes, Zürich/Berlin, 2025. ISBN 978-3-0358-0706-6[3]
- La morte del padre. Mit Ritratto di Alice von Patrizia Zappa Mulas, u. a., 2013, ISBN 978-88-6463-102-8.

## Auszeichnungen
- 1967 Premio Viareggio „opera prima“ für das beste Erstlingswerk La figlia prodiga.